# Ophisma detrahens
Ophisma detrahens là một loài bướm đêm trong họ Erebidae.